# Apollyon (musicista)
Apollyon, pseudonimo di Ole Jørgen Moe (Norvegia, 4 gennaio 1974), è un chitarrista, bassista, cantante e batterista norvegese. Ha suonato con i Dødheimsgard e i Cadaver, mentre ora è negli Aura Noir e negli Immortal dalla riunione del 2006. Ha inoltre cantato come ospite negli album dei Darkthrone Plaguewielder (2001) e Sardonic Wrath (2004), e anche nell'EP 1986 degli Audiopain nel 2004. Ha suonato live con i Gorgoroth dal 2003 al 2004 e nello stesso anno, Apollyon ha partecipato al concerto alla memoria di Quorthon dei Bathory al festival Hole in the Sky a Bergen in Norvegia. Apollyon ha suonato il basso in tutte le canzoni oltre ad aver cantato la canzone Equimanthorn. Oltre ad Apollyon, la tribute band era composta anche da Bård Faust degli Emperor alla batteria, Ivar Bjørnson degli Enslaved, Samoth sempre degli Emperor alla chitarra mentre alla voce, alternandosi, vi erano Gaahl dei Gorgoroth, Abbath degli Immortal, Grutle Kjellson degli Enslaved, Nocturno Culto dei Darkthrone e Satyr dei Satyricon.

## Band

### Attualmente

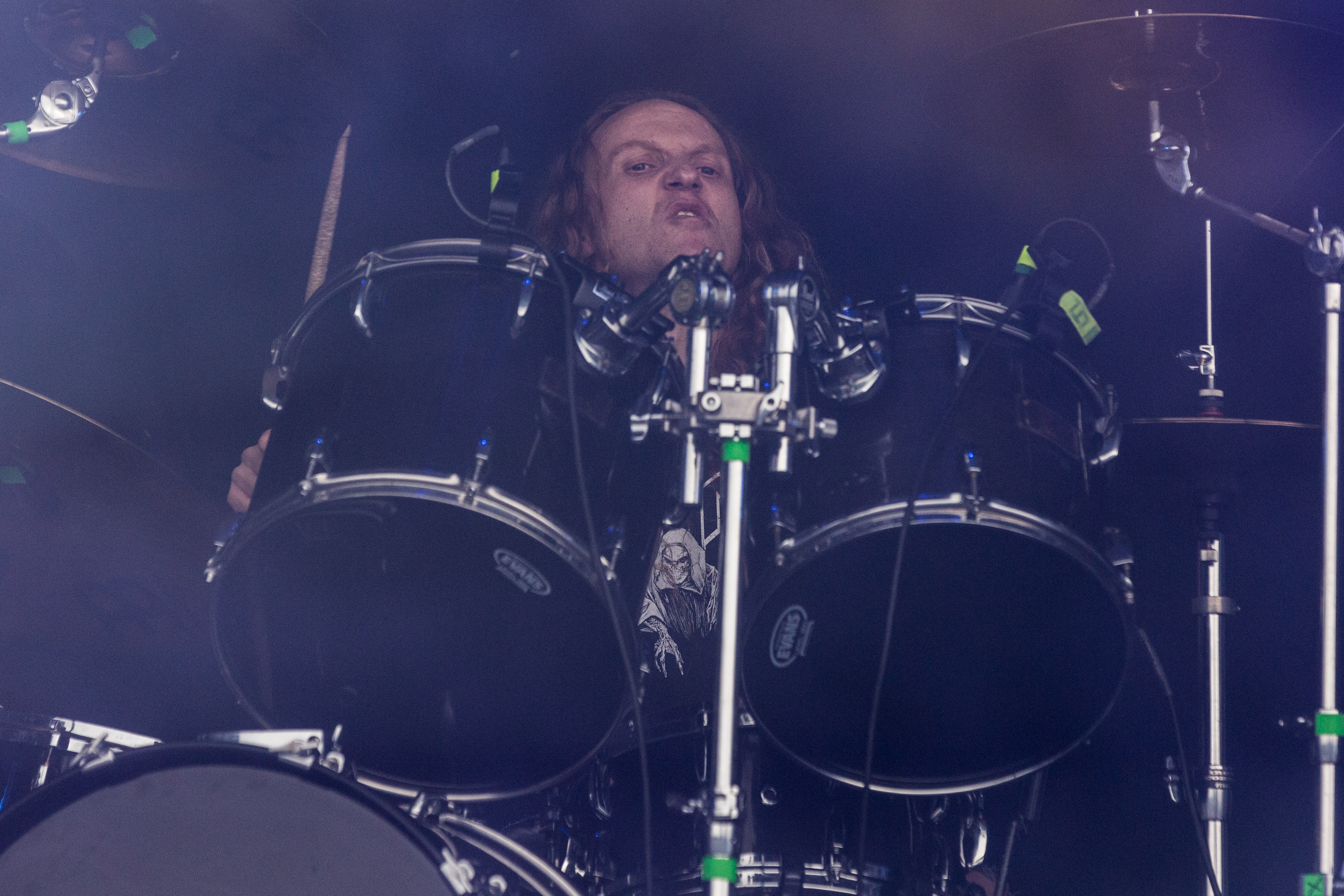
Apollyon con gli Aura Noir nel 2017

- Aura Noir (chitarra, basso, voce, batteria)
- Immortal (basso)
- Lamented Souls (chitarra, voce, batteria)
- Waklevören (batteria)
- Two Trains (chitarra)

### Passate
- Dødheimsgard (chitarra, basso, voce, batteria)
- Cadaver Inc. (basso, voce)
- Gorgoroth (chitarra nei concerti)

## Discografia
Con gli Aura Noir
Album in studio
- 1996 - Black Thrash Attack
- 1998 - Deep Tracts of Hell
- 2004 - The Merciless
- 2008 - Hades Rise

Raccolte
- 2000 - Increased Damnation
- 2005 - Deep Dreams of Hell

EP
- 1995 - Dreams Like Deserts

Con i Dødheimsgard
Album in studio
- 1996 - Monumental Possession
- 1999 - 666 International

EP
- 1998 - Satanic Art

Con i Cadaver
Album in studio
- 2001 - Discipline
- 2004 - Necrosis

Album live
- 2002 - Live Inferno

Con i Lamented Souls
EP
- 2002 - Essence of Wounds

Raccolte
- 2004 - The Origins of Misery

Con i Secht
Album in studio
- 2006 - Secht

Con i Waklevören
Album in studio
- 2005 - Brutal Agenda
- 2007 - Tiden lager alle sår

Con i Two Trains
- 2004 - Two Trains

Con gli Immortal
Album in studio
- 2009 - All Shall Fall

DVD
- 2010 - The Seventh Date of Blashyrkh

Con i Gorgoroth
DVD
- 2008 - Black Mass Krakow 2004

Come ospite
- 2001 - Darkthrone, Plaguewielder - voce d'accompagnamento
- 2004 - Darkthrone, Sardonic Wrath - voce d'accompagnamento
- 2004 - Audiopain, 1986 - voce
- 2010 - Audiopain, Audiopain/Nekromantheon - voce